# Raphaël Quenard
Raphaël Quenard (Échirolles, 16 maggio 1991) è un attore francese.

## Biografia
Nato a Échirolles, una banlieue di Grenoble, è cresciuto a Gières. Suo padre era un ricercatore che studiava la conducibilità termica, mentre sua madre lavorava per un'agenzia assicurativa. Dopo aver conseguito un baccalauréat scientifico, si iscrive a un'accademia militare aeronautica, preparandosi per sostenere l'esame d'ammissione a una grande école, ma alla fine sceglie di studiare chimica. Nel 2014 si laurea all'École nationale supérieure de chimie de Paris. Per i sei mesi successivi, lavorerà come assistente della politica socialista Bernadette Laclais, allora deputata della 4ª circoscrizione elettorale della Savoia.
Si avvicina alla recitazione grazie all'attore e regista teatrale Jean-Laurent Cochet, che ne intravede il potenziale e gli fa seguire gratuitamente i suoi corsi: Quenard si iscrive poi alla 1000 Visages di Houda Benyamina, un'associazione per la promozione ed avvicinamento al mondo del cinema di giovani svantaggiati. Dopo qualche cortometraggio e un ruolo regolare in una sitcom dell'OCS, fa il suo esordio al cinema nel 2019 con una piccola parte nel film Zombi Child, per poi apparire nei quattro anni seguenti in numerosi film.
Raggiunge la notorietà nel 2023 grazie a due ruoli da mattatore, con cui cementa il suo nuovo status di attore protagonista: il primo è quello di un giovane perdigiorno di provincia che teme di perdere il proprio migliore amico nel film Chien de la casse. Prima di essere considerato per la parte, Quenard ha seguito il regista in tutti i festival in cui venivano presentati i suoi cortometraggi, arrivando anche a proporsi scrivendogli su Facebook. Nonostante non riscuota molto successo al botteghino, il film riceve il plauso unanime della critica, così come la sua interpretazione. Il secondo ruolo è nella commedia di Quentin Dupieux, che l'aveva già diretto altre volte, Yannick - La rivincita dello spettatore, dove interpreta uno spettatore insoddisfatto che prende in ostaggio gli attori di una pièce teatrale e li costringe a realizzarne una di suo gradimento. Yannick si rivela invece un successo di pubblico e critica, registrando oltre 200 000 spettatori nelle sue prime due settimane di proiezione.
Per Chien de la casse vince il premio César per la migliore promessa maschile e il premio Lumière per la migliore promessa maschile, venendo candidato inoltre nella stessa edizione come migliore attore per Yannick - La rivincita dello spettatore e come regista del miglior cortometraggio documentario per L'Acteur.
In patria, Quenard è noto per il suo accento marcato, definito dalla critica "di difficile collocazione geografica". La rivista Numéro l'ha definito "destabilizzante, una voce che rifiuta ogni forma di accademismo". Intervistato a proposito, Quenard ha dichiarato che il suo non è un accento, bensì il risultato di «[...] un setto nasale lievemente deviato che crea questa sorta di timbro, come se avessi il raffreddore».

## Filmografia parziale

### Attore
- Zombi Child, regia di Bertrand Bonello (2019)
- La padrina - Parigi ha una nuova regina (La Daronne), regia di Jean-Paul Salomé (2020)
- Mandibules - Due uomini e una mosca (Mandibules), regia di Quentin Dupieux (2020)
- Allons enfants (La Troisième Guerre), regia di Giovanni Aloi (2020)
- Gagarine - Proteggi ciò che ami (Gagarine), regia di Fanny Liatard e Jérémy Trouilh (2020)
- Parigi, 13Arr. (Les Olympiades), regia di Jacques Audiard (2021)
- Cut! Zombi contro zombi (Coupez!), regia di Michel Hazanavicius (2022)
- Fumare fa tossire (Fumer fait tousser), regia di Quentin Dupieux (2022)
- November - I cinque giorni dopo il Bataclan (Novembre), regia di Cédric Jimenez (2022)
- Solo per me (À mon seul désir), regia di Lucie Borleteau (2022)
- Chien de la casse, regia di Jean-Baptiste Durand (2023)
- Je verrai toujours vos visages, regia di Jeanne Herry (2023)
- Jeanne du Barry - La favorita del re (Jeanne du Barry), regia di Maïwenn (2023)
- Il profumo dell'oro (Cash), regia di Jérémie Rozan (2023)
- Yannick - La rivincita dello spettatore (Yannick), regia di Quentin Dupieux (2023)
- Le Deuxième Acte, regia di Quentin Dupieux (2024)
- L'amore che non muore (L'Amour ouf), regia di Gilles Lellouche (2024)
- Leurs enfants après eux, regia di Ludovic e Zoran Boukherma (2024)

### Regista, sceneggiatore e produttore
- L'Acteur, ou la Surprenante Vertu de l'incompréhension – cortometraggio (2023)

## Doppiatori italiani
- Danny Francucci in Mandibules - Due uomini e una mosca
- Emiliano Reggente in Allons enfants
- Luca Mannocci in Cut! Zombi contro zombi
- Claudio Varsi in November - I cinque giorni dopo il Bataclan
- Federico Zanandrea in Jeanne du Barry - La favorita del re
- Davide Lepore in Il profumo dell'oro
- Marco Briglione in Yannick - La rivincita dello spettatore
- Leonardo Lugni in L'amore che non muore

## Riconoscimenti
- Premio César
  - 2024 – Migliore promessa maschile per Chien de la casse
  - 2024 – Candidatura al migliore attore per Yannick - La rivincita dello spettatore
  - 2024 – Candidatura al miglior cortometraggio documentario per L'Acteur, ou la Surprenante Vertu de l'incompréhension
- Premio Lumière
  - 2024 – Migliore promessa maschile per Chien de la casse